# Godvakker-Maren
Godvakker-Maren är en norsk svartvit komedifilm från 1940 i regi av Knut Hergel. I titelrollen som Maren ses Eva Sletto.

## Handling
Landsortsflickorna Maren och Inga flyttar till Oslo och får arbete i Andresens kolonialbutik. Flickornas ankomst gör att butiken får en blomstringstid efter att ha gått dåligt under några år. På kvällarna går flickorna ut och dansar och många karlar svärmar kring dem. Efter en tillfällig förbindelse med konstapel Sigurd blir Inga gravid. Hon föder barnet men dör kort därefter i tuberkulos. Maren adopterar barnet. Hon har nu inte längre tid att gå ut och dansa då barnet upptar all hennes fritid. Dessutom väntar hon på sin käresta Even från hembygden.
Maren är ensam om kvällarna och när frun i huset, Matea, avlider blir hon än mer ensam. Hon börjar ta emot besök av Sigurd och en kväll när de umgås kommer Even helt oväntat på besök. När han ser dem tillsammans blir han rasande och vill inte ha mer med Maren att göra. Handlare Andresen insjuknar och under tiden flyttar hans släkt in hos Maren. De emotser med glädje det nära förestående arvet. Nä Andresen dör visar det sig att han har testamenterat allt till Maren. Even får reda på att Sigurd och Maren bara var vänner och tar tillbaka henne.

## Rollista
- Eva Sletto – Maren
- Aasta Voss	– Inga
- Pehr Qværnstrøm – Andresen
- Dagmar Myhrvold – Matea
- Harald Heide Steen – Even
- Øyvind Øyen – Sigurd, konstapel
- Alf Sommer – Tore
- Helge Essmar – Aksel
- Lars Tvinde – doktorn
- Einar Tveito – prästen
- Edvard Drabløs – Andreas, svåger till Andresen
- Ragnhild Hald – Andreas hustru
- Henny Skjønberg – Andersens släkting
- Leonora Hergel – Andersens släkting
- Tordis Maurstad – Andersens släkting
- Kåre Wicklund – Andersens släkting
- Lydia Opøien – fru Bjørn
- Astrid Sommer – barnmorskan
- Carl Habel – en arbetare
- Ragnar Olason – en arbetare
- Arne Hendriksen – sångaren

## Om filmen
Godvakker-Maren regisserades av Knut Hergel och är hans andra och sista filmregi efter debuten med Bør Børson jr. (1938). Filmen bygger på Oskar Braatens pjäser Bak høkerens disk och Godvakker- Maren. Dessa omarbetades till filmmanus av Hergel, Alf Sommer och Einar Tveito. Filmen producerades av bolaget Teaterfilm L/L med Sommer som produktionsledare. Den fotades av Reidar Lund och klipptes av Titus Vibe-Müller. Ola Cornelius gjorde scenografin. Filmen premiärvisades den 31 oktober 1940 i Norge.

## Musik
- "Byen vår", musik: Adolf Kristoffer Nielsen, text: Einar Tveito